# Tilapia coffea
Tilapia coffea är en fiskart som beskrevs av Thys van den Audenaerde, 1970. Tilapia coffea ingår i släktet Tilapia och familjen Cichlidae. IUCN kategoriserar arten globalt som akut hotad. Inga underarter finns listade i Catalogue of Life.